# The Rookie: Feds
The Rookie: Feds ist eine US-amerikanische Fernsehserie des Senders ABC und ein Spin-off von The Rookie. Die Titelrolle spielt Niecy Nash-Betts. Die Deutschlandpremiere war am 5. Juli 2023 auf dem Sender Sky One.
Im April 2022 wurde die Serie mit einem Backdoor-Pilot in The Rookie vorgestellt (Folgen 4.19 und 4.20). Im Mai 2022 erhielt die Serie eine Serienbestellung. Im November 2023 wurde die Serie nach nur einer Staffel von ABC abgesetzt.

## Produktion
Im Februar 2022 wurde erstmals bekannt, dass ABC an einem potenziellen Spin-off von The Rookie arbeitet. Dazu wurden zwei Backdoor-Folgen geschrieben, in denen die Figuren erstmals vorgestellt werden. Die Folgen wurden im April und Mai 2022 ausgestrahlt.
Im Mai 2022 bekam das Spin-off eine Serienbestellung. Am 27. September 2022 wurde die erste Folge ausgestrahlt. Im Oktober 2022 wurde die Serie auf eine volle Staffel mit 22 Folgen aufgestockt.

## Besetzung
Die Synchronisationsarbeit wurde von Brandtfilm in Potsdam durchgeführt. Engelbert von Nordhausen und Christopher Groß waren für die Dialogregie zuständig. Die Dialogbücher stammten von Stefan Mittag, Sylvia Bartoschek und Gerd Naumann.

### Hauptdarsteller
| Rolle                     | Darsteller       | Synchronisation           |
| ------------------------- | ---------------- | ------------------------- |
| Simone Clark              | Niecy Nash-Betts | Heide Domanowski          |
| Christopher „Cutty“ Clark | Frankie Faison   | Roland Hemmo              |
| Carter Hope               | James Lesure     | Dennis Schmidt-Foß        |
| Laura Stensen             | Britt Robertson  | Laurine Betz              |
| Matthew „Matt“ Garza      | Félix Solis      | Matti Klemm               |
| Brendon Acres             | Kevin Zegers     | Sebastian Christoph Jacob |

### Wiederkehrende Darsteller
| Rolle             | Darsteller        | Synchronisation    |
| ----------------- | ----------------- | ------------------ |
| Elena Flores      | Michelle Nuñez    | Samina König       |
| Tracy Chiles      | Courtney Ford     | Berenice Weichert  |
| Mark Atlas        | Deniz Akdeniz     | Christopher Groß   |
| Fortune           | Britt Adams       | Maxi Geithner      |
| Dina „DJ“ Jackson | Jessica Betts     | Johanna M. Schmidt |
| Ruth Jackson      | Valarie Pettiford | Denise Gorzelanny  |
| Aliz Kazan        | Katie Sarife      | Derya Flechtner    |
| Tobias Kazan      | Carlos Leal       | Johannes Berenz    |
| Evelyne           | Kearran Giovanni  | Franziska Endres   |
| Oliver Bailor     | Steven Culp       | Stephan Baumecker  |

### Gastdarsteller (Auswahl)
| Rolle                | Darsteller          | Synchronisation          |
| -------------------- | ------------------- | ------------------------ |
| Eli Reynolds         | Thomas Dekker       | David Turba              |
| Josh Reynolds        | Eric Roberts        | Hanns-Jörg Krumpholz     |
| Antoinette Benneteau | Devika Bhise        | Jessica Walther-Gabory   |
| Miles Butkus         | Tom Arnold          | Lutz Schnell             |
| Greg Wright          | David Ramsey        | Kevin Kraus              |
| Billie               | Dia Nash            | Christina Wöllner        |
| Max                  | Mateo Pollock       | Vincent Borko            |
| Alan Brady           | Wallace Langham     | Martin Schubach          |
| George Rice          | Teddy Sears         | Armin Schlagwein         |
| Layla Laughlin       | Donna Mills         | Agnes Hilpert            |
| Ross                 | Parvesh Cheena      | Rainer Fritzsche         |
| Pierce Langham       | David Warshofsky    | Michael Pan              |
| Novak Stepanov       | John Pyper-Ferguson | Engelbert von Nordhausen |
| Mme Montclairé       | Audrey Wasilewski   | Denise Kanty             |
| Emma Taylor          | Kellee Stewart      | Victoria Sturm           |

### Darsteller ausThe Rookie
| Rolle               | Darsteller          | Synchronisation  |
| ------------------- | ------------------- | ---------------- |
| Ofc. John Nolan     | Nathan Fillion      | Tobias Kluckert  |
| Dt. Angela López    | Alyssa Diaz         | Yvonne Greitzke  |
| Ofc. Quigley Smitty | Brent Huff          | Oliver Stritzel  |
| Ofc. Lucy Chen      | Melissa O’Neil      | Anne Düe         |
| Sgt. Tim Bradford   | Eric Winter         | Manou Lubowski   |
| Sgt. Wade Grey      | Richard T. Jones    | Milton Welsh     |
| Wesley Evers        | Shawn Ashmore       | David C. Bunners |
| Elijah Stone        | Brandon Jay McLaren | Tobias Schmidt   |
| Abril Rodas         | Gigi Zumbado        | Esra Vural       |

## Episodenliste
| Nr. (ges.) | Nr. (St.) | Deutscher Titel                 | Originaltitel       | Erstausstrahlung USA | Deutschsprachige Erstausstrahlung (D/A/CH) | Regie            | Drehbuch                                            | Zuschauer (USA) |
| ---------- | --------- | ------------------------------- | ------------------- | -------------------- | ------------------------------------------ | ---------------- | --------------------------------------------------- | --------------- |
| 1          | 1         | Neue Besen                      | Day One             | 27. Sep. 2022        | 5. Juli 2023                               | Bill Roe         | Alexi Hawley                                        | 2,28 Mio.       |
| 2          | 2         | Wie aus dem Gesicht geschnitten | Face Off            | 4. Okt. 2022         | 12. Juli 2023                              | Michael Goi      | Wendy Calhoun                                       | 1,77 Mio.       |
| 3          | 3         | Romeo und Julia in La La Land   | Star Crossed        | 11. Okt. 2022        | 19. Juli 2023                              | Robert Bella     | Nancy Kiu                                           | 1,57 Mio.       |
| 4          | 4         | Urgewalten                      | To Die For          | 18. Okt. 2022        | 26. Juli 2023                              | Tori Garrett     | Nick Hurwitz                                        | 2,01 Mio.       |
| 5          | 5         | Reif für die Insel              | Felicia             | 25. Okt. 2022        | 2. Aug. 2023                               | Eric Dean Seaton | Stacy A. Littlejohn                                 | 1,87 Mio.       |
| 6          | 6         | Ein Schuss durchs Herz          | The Reaper          | 1. Nov. 2022         | 2. Aug. 2023                               | Cheryl Dunye     | Stephanie Hicks                                     | 1,81 Mio.       |
| 7          | 7         | Bigfoot                         | Countdown           | 15. Nov. 2022        | 9. Aug. 2023                               | Cherie Nowlan    | Corey Miller                                        | 1,55 Mio.       |
| 8          | 8         | Fröhlicher Truthahntag          | Standoff            | 22. Nov. 2022        | 9. Aug. 2023                               | P.J. Pesce       | Amanda Mercedes                                     | 1,74 Mio.       |
| 9          | 9         | Geister der Vergangenheit       | Flashback           | 29. Nov. 2022        | 16. Aug. 2023                              | Tessa Blake      | Alexi Hawley                                        | 2,47 Mio.       |
| 10         | 10        | Der schweigende Häftling        | The Silent Prisoner | 3. Jan. 2023         | 16. Aug. 2023                              | Michael Goi      | Terence Paul Winter                                 | 3,80 Mio.       |
| 11         | 11        | Auf Tuchfühlung                 | Close Contact       | 10. Jan. 2023        | 23. Aug. 2023                              | Oz Scott         | Wendy Calhoun, Amanda Mercedes & Nancy Kiu          | 2,62 Mio.       |
| 12         | 12        | Im Blutrausch                   | Out for Blood       | 17. Jan. 2023        | 23. Aug. 2023                              | Lanre Olabisi    | Stacy A. Littlejohn, Stephanie Hicks & Nick Hurwitz | 2,99 Mio.       |
| 13         | 13        | Der Schmarotzer                 | The Remora          | 24. Jan. 2023        | 30. Aug. 2023                              | Michael Goi      | Corey Miller                                        | 2,81 Mio.       |
| 14         | 14        | Doppeltes Spiel                 | The Offer           | 31. Jan. 2023        | 30. Aug. 2023                              | Jon Huertas      | Wendy Calhoun & Nancy Kiu                           | 3,19 Mio.       |
| 15         | 15        | Man lebt nur Zweimal            | Dead Again          | 14. Feb. 2023        | 6. Sep. 2023                               | Lanre Olabisi    | Stephanie Hicks & Amanda Mercedes                   | 2,62 Mio.       |
| 16         | 16        | Valendienstag                   | For Love and Money  | 21. Feb. 2023        | 6. Sep. 2023                               | Jean E. Lee      | Stacy A. Littlejohn & Nick Hurwitz                  | 2,60 Mio.       |
| 17         | 17        | Späte Rache                     | Payback             | 28. Feb. 2023        | 13. Sep. 2023                              | Robert Bella     | Kate Sargeant                                       | 2,80 Mio.       |
| 18         | 18        | Gefährliche Blüten              | Seeing Red          | 21. März 2023        | 13. Sep. 2023                              | Patrick Cady     | Corey Miller & Wendy Calhoun                        | 2,30 Mio.       |
| 19         | 19        | Verbrannt                       | Burn Run            | 28. März 2023        | 20. Sep. 2023                              | Hernán Otaño     | Jessica Flowers & Scott Kolp                        | 2,88 Mio.       |
| 20         | 20        | Teufelswerk und Gottesurteil    | I Am Many           | 18. Apr. 2023        | 20. Sep. 2023                              | Cheryl Dunye     | Stacy A. Littlejohn & Nancy Kiu                     | 2,24 Mio.       |
| 21         | 21        | Blutlinie                       | Bloodline           | 25. Apr. 2023        | 27. Sep. 2023                              | Rob Seidenglanz  | Alexi Hawley                                        | 2,49 Mio.       |
| 22         | 22        | Der Mann ohne Gedächtnis        | Red One             | 2. Mai 2023          | 27. Sep. 2023                              | Michael Goi      | Terence Paul Winter                                 | 2,98 Mio.       |